# 小行星5301
小行星5301（英語：5301 Novobranets）是一颗围绕太阳公转的小行星。1974年9月20日，柳德米拉·瓦斯列娜·朱然勒娃在克里米亚发现了此天体。
这颗小行星的绝对星等为133.26876等。